# Ángel Menchaca
Ángel Menchaca (Paraguai, 1855 - ?, 1924) fou un músic i periodista. Malgrat que nascut al Paraguai, és a l'Argentina on va residir quasi sempre, i a Buenos Aires va publicar les seves principals obres. També en aquella capital va dirigir El País i va publicar El Diario Oficial.
És autor, a més, d'un sistema de notació musical, en el que queden desterrades les principals característiques del de sempre, és a dir, pentagrames, claus, accidents, notes i indicacions, substituint-les per un verdader alfabet musical i donant a les figures un valor absolut i real, amb completa independència de tot factor aliè a ella. Aquest sistema anomenat Nuevo sistema teórico-gráfico de la música, fou donat a conèixer pel seu autor per mitjà de llibres, conferències, fulletons i articles, no tan sols a Amèrica, sinó també a França, Espanya, Alemanya, Anglaterra, Itàlia i Bèlgica, i arreu trobà molt favorable acollida, havent-li valgut a Menchaca entusiastes felicitacions dels més eminents teòrics d'Europa. En Espanya, que visità el 1911, on donà conferències a Madrid, Barcelona i València, i fou constantment complimentat, sent-l'hi concedida pel govern la creu d'Alfons XII. Malgrat l'èxit que sembla va tenir aquest sistema, la veritat és que els aficionats a la música d'avui 2015, no han sentit parlar mai d'aquest sistema de notació, ni per a cap músic ni cap compositor.